# Santa Bárbara
Santa Bárbara là một đô thị thuộc bang Bahia, Brasil. Đô thị này có diện tích 338,574 km², dân số năm 2007 là 19358 người, mật độ 57,18 người/km².